# Victorville
Victorville är en stad (city) i San Bernardino County, i delstaten Kalifornien, USA. Enligt United States Census Bureau har staden en folkmängd på 117 597 invånare (2011) och en landarea på 190 km².
I den norra delen av staden ligger det federala fängelsekomplexet Federal Correctional Complex, Victorville, som består av United States Penitentiary, Victorville och Federal Correctional Institution, Victorville.